# Kraakbeweging

Symbool gebruikt door de kraakbeweging

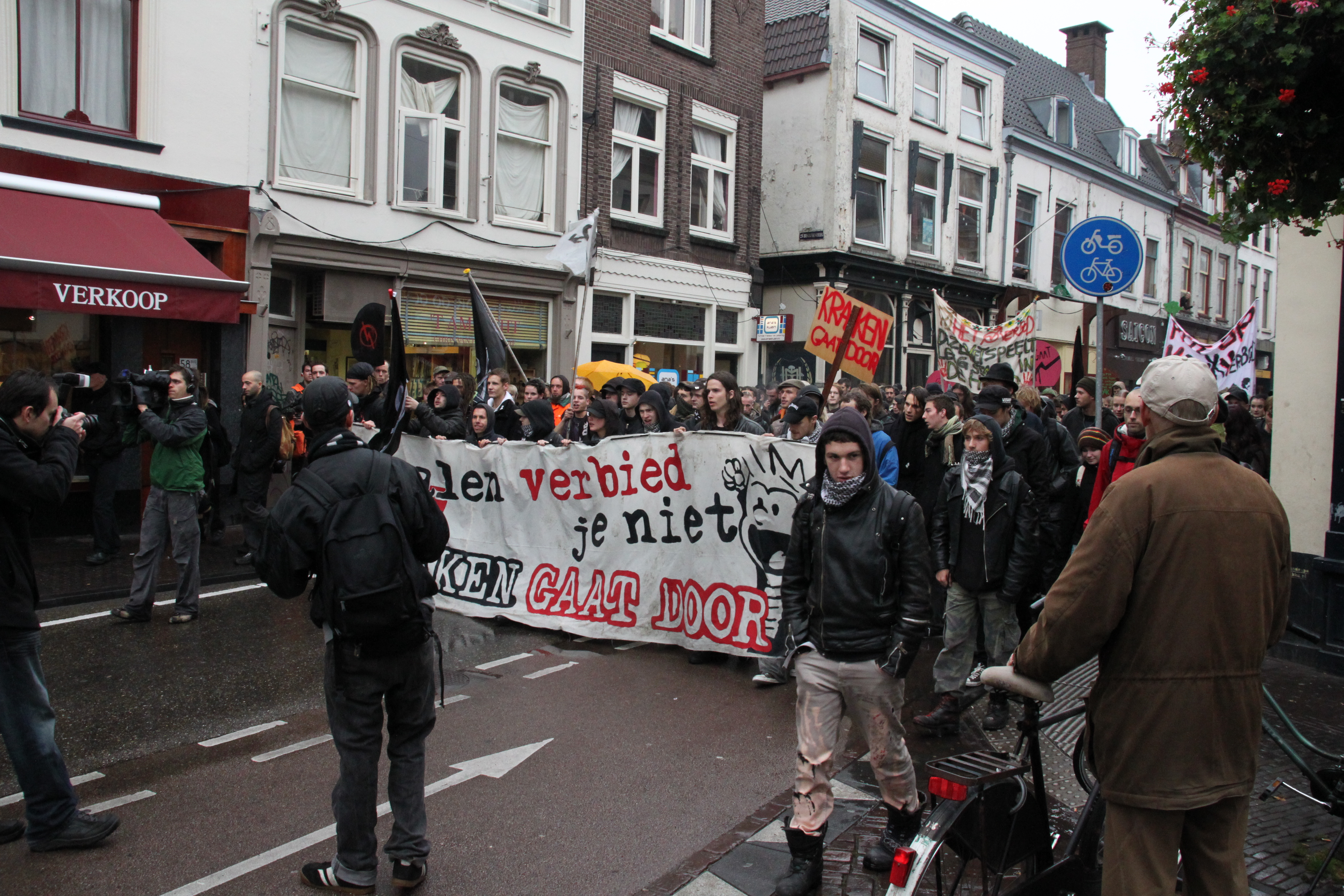
Krakers protesteren tegen het voorgenomen kraakverbod in Utrecht in 2009

Onder de Nederlandse kraakbeweging worden gerekend, mensen die een aanzienlijk deel van hun leven hebben ingedeeld met activiteiten die uit het verschijnsel kraken zijn voortgekomen. De Nederlandse kraakbeweging kent geen lidmaatschap, is niet of heel los gestructureerd, en kent geen hiërarchie of leiders omdat alles in onderling overleg wordt gedaan.
Sommige mensen die deel uitmaken van de kraakbeweging doen actief mee aan demonstraties/bezettingen; deze activiteiten worden niet door iedereen binnen de beweging uitgevoerd of ondersteund. Tot deze activiteiten van de kraakbeweging worden gerekend: vegetarisch/veganistische volkskeuken, weggeefwinkels, lokale kraakspreekuren (KSU'en), demonstraties (onder meer tegen het kraakverbod, maar soms ook voor dierenrechten of vreemdelingen).

## Maatschappelijke functies
De Nederlandse kraakbeweging ziet voor zichzelf als belangrijkste functie het tegengaan van woningnood en speculatie. Er worden veel culturele initiatieven door krakers georganiseerd, veelal in kraakpanden zelf. Ook worden vervallen monumenten (zoals Fort Pannerden) gekraakt om ze te behouden voor verder verval.

## Kritiek op de kraakbeweging
- Er was en is in Nederland veel kritiek op het blad Bluf! dat zich profileerde als spreekbuis van de kraakbeweging en dat gestolen documenten publiceerde en gewelddadig verzet leek te stimuleren.[1] Ook het verzet tegen de sloop van de huizen aan de Nieuwmarkt (Amsterdam), dat vooral plaatsvond nadat de oorspronkelijke bewoners reeds vertrokken waren[2] en de kroningsrellen rond de inhuldiging als koningin van Beatrix der Nederlanden op 30 april 1980 met de leus "Geen woning, geen kroning",[3] droegen bij aan het anarchistische imago van wat 'de harde kern van de kraakbeweging' werd genoemd.
- Men[bron?] wijst op het geweld dat bij veel[4] ontruimingen door de krakers en sympathisanten tijdens krakersrellen wordt gebruikt. Met name het geweld bij die ontruimingen heeft de in de jaren zeventig en jaren tachtig aanwezige maatschappelijke steun voor het kraken sterk verminderd.[4] In 2007 ontstond, na een periode van relatieve stilte, weer een scherp politiek maar ook publiek debat over kraken en krakers. Eind mei 2008 vernielden krakers negen ruiten van het stadhuis en acht van de ambtswoning van Burgemeester Cohen van Amsterdam uit onvrede nadat eerder die week enkele kraakpanden waren ontruimd.[5] Op 21 maart 2006 zouden politieagenten zijn overgoten met brandspiritus en ammoniak.[6] In maart 2007 zou de Amsterdamse politie achter een gebarricadeerde deur van een te ontruimen pand aan de Bilderdijkstraat een jerrycan met benzine hebben aangetroffen die door slijpwerkzaamheden tot brand had kunnen leiden. De krakers beweerden dat het hier een jerrycan met motorolie betrof die er al stond toen het pand in bezit werd genomen.[7] Leen Schaap beweerde in 2007 dat er sprake was van een toenemende verharding in de kraakbeweging[8] In 2009 daarentegen beweerde Schaap: "Van een verharding van de kraakbeweging is over het algemeen geen sprake."[9] Nadat Schaap zijn boobytrapbeschuldiging zonder enig bewijs maar bleef herhalen, ook voor een commissie van de Tweede Kamer, besloot een ex-kraker aangifte van smaad en laster te doen.[10]

Op 27 februari 2008 zouden krakers aan de Amsterdamse Spuistraat met katapulten metalen moeren van 2 cm op de mobiele eenheid hebben afgevuurd. De krakers zouden eerder op de avond twee anti-kraakwachters met hockeysticks, honkbalknuppels en traangas hebben verjaagd. Een van hen moest zich medisch laten behandelen.
- Krakers worden vaak beschuldigd van het vernielen van woningen, het toebrengen van zogenaamde kraakschade. Doordat gekraakte woningen verloederen daalt de waarde ervan, waar de eigenaar de dupe van wordt.
- Kraken wordt door critici ook als een vorm van eigenrichting gezien.[bron?]
- Een deel van de krakers verwerpt het gezag van wet en overheid op basis van anarchisme. ("Uw rechtsstaat is de onze niet.")[bron?]

Eigenaars van gekraakte panden wijzen erop dat uitzetting moeilijk, tijdrovend en kostbaar is, doordat krakers wettelijke bescherming genieten. De eigenaar krijgt in die periode geen (huur)inkomsten meer uit zijn bezit, maar dient alsnog vaste lasten zoals hypotheekbetalingen, verzekeringen en diverse belastingen als onroerendgoedbelastingen en vermogensrendementsheffing te betalen. Ook het voor eigen gebruik in bezit nemen van een gekraakt pand is zonder rechterlijke uitspraak en ontruiming veelal onmogelijk. Verkoop van een gekraakt pand is, doordat het door krakers is bezet, uiterst moeilijk en de verkoper lijdt veelal een aanmerkelijk financieel verlies aangezien een gekraakt pand bij verkoop aanzienlijk minder opbrengt dan een leeg opleverbaar pand.
Volgens onderzoek uit 1988 van de Leidse sociaal wetenschapper Wim van Noort lijkt het binnen de kraakbeweging zelf ook niet altijd pais en vree te zijn, wat hier en daar leidt tot gevaarlijke situaties. Onderlinge intimidatie en geweld bij ideologische meningsverschillen lijken regelmatig voor te komen.
.